# Cessens
Cessens és un municipi francès situat al departament de la Savoia i a la regió d'Alvèrnia-Roine-Alps. L'any 2007 tenia 397 habitants.

## Demografia

### Població
El 2007 la població de fet de Cessens era de 397 persones. Hi havia 142 famílies de les quals 32 eren unipersonals (16 homes vivint sols i 16 dones vivint soles), 27 parelles sense fills, 67 parelles amb fills i 16 famílies monoparentals amb fills.
La població ha evolucionat segons el següent gràfic:
Habitants censats

### Habitatges
El 2007 hi havia 184 habitatges, 145 eren l'habitatge principal de la família, 27 eren segones residències i 12 estaven desocupats. 175 eren cases i 8 eren apartaments. Dels 145 habitatges principals, 129 estaven ocupats pels seus propietaris, 10 estaven llogats i ocupats pels llogaters i 6 estaven cedits a títol gratuït; 3 tenien dues cambres, 12 en tenien tres, 38 en tenien quatre i 92 en tenien cinc o més. 129 habitatges disposaven pel capbaix d'una plaça de pàrquing. A 53 habitatges hi havia un automòbil i a 80 n'hi havia dos o més.

### Piràmide de població
La piràmide de població per edats i sexe el 2009 era:
| Homes | Edats   | Dones |
| ----- | ------- | ----- |
| 0     | 95 o +  | 4     |
| 0     | 90 a 94 | 0     |
| 0     | 85 a 89 | 0     |
| 4     | 80 a 84 | 0     |
| 4     | 75 a 79 | 8     |
| 4     | 70 a 74 | 16    |
| 16    | 65 a 69 | 16    |
| 8     | 60 a 64 | 8     |
| 4     | 55 a 59 | 12    |
| 24    | 50 a 54 | 8     |
| 8     | 45 a 49 | 4     |
| 12    | 40 a 44 | 16    |
| 16    | 35 a 39 | 20    |
| 16    | 30 a 34 | 8     |
| 4     | 25 a 29 | 8     |
| 16    | 20 a 24 | 4     |
| 16    | 15 a 19 | 8     |
| 16    | 10 a 14 | 9     |
| 24    | 5 a 9   | 12    |
| 8     | 0 a 4   | 4     |

## Economia
El 2007 la població en edat de treballar era de 248 persones, 196 eren actives i 52 eren inactives. De les 196 persones actives 185 estaven ocupades (99 homes i 86 dones) i 11 estaven aturades (3 homes i 8 dones). De les 52 persones inactives 20 estaven jubilades, 24 estaven estudiant i 8 estaven classificades com a «altres inactius».

### Ingressos
El 2009 a Cessens hi havia 154 unitats fiscals que integraven 408,5 persones, la mediana anual d'ingressos fiscals per persona era de 18.660 €.

### Activitats econòmiques
Dels 10 establiments que hi havia el 2007, 1 era d'una empresa de fabricació d'altres productes industrials, 3 d'empreses de construcció, 2 d'empreses de comerç i reparació d'automòbils, 3 d'empreses de serveis i 1 d'una empresa classificada com a «altres activitats de serveis».
Dels 4 establiments de servei als particulars que hi havia el 2009, 1 era un taller de reparació d'automòbils i de material agrícola, 1 fusteria, 1 lampisteria i 1 electricista.
L'any 2000 a Cessens hi havia 18 explotacions agrícoles que ocupaven un total de 540 hectàrees.

## Equipaments sanitaris i escolars
El 2009 hi havia una escola elemental integrada dins d'un grup escolar amb les comunes properes formant una escola dispersa.

## Poblacions més properes
El següent diagrama mostra les poblacions més properes.